# Paris-Roubaix 1985
Paris-Roubaix 1985 a fost a 83-a ediție a Paris-Roubaix, o cursă clasică de ciclism de o zi din Franța. Evenimentul a avut loc pe 14 aprilie 1985 și s-a desfășurat pe o distanță de 268 de kilometri până la velodromul din Roubaix. Câștigătorul a fost Marc Madiot din Franța de la echipa Renault-Elf.

## Rezultate
| Loc | Concurent                 | Echipă        | Timp       |
| --- | ------------------------- | ------------- | ---------- |
| 1   | Marc Madiot (FRA)         | Renault-Elf   | 7h 21' 10" |
| 2   | Bruno Wojtinek (FRA)      | Renault-Elf   | +1' 57"    |
| 3   | Sean Kelly (IRE)          | Skil          | +2' 09"    |
| 4   | Greg LeMond (USA)         | La Vie Claire | +2' 09"    |
| 5   | Rudy Dhaenens (BEL)       | Hitachi       | +2' 09"    |
| 6   | Eddy Planckaert (BEL)     | Panasonic     | +2' 09"    |
| 7   | Jozef Lieckens (BEL)      | Lotto         | +2' 09"    |
| 8   | Hennie Kuiper (NED)       | Verandalux    | +3' 30"    |
| 9   | Adri van der Poel (NED)   | Kwantum       | +3' 30"    |
| 10  | Ferdi Van Den Haute (BEL) | La Redoute    | +5' 04"    |